# Maria Carolina av Bourbon-Bägge Sicilierna

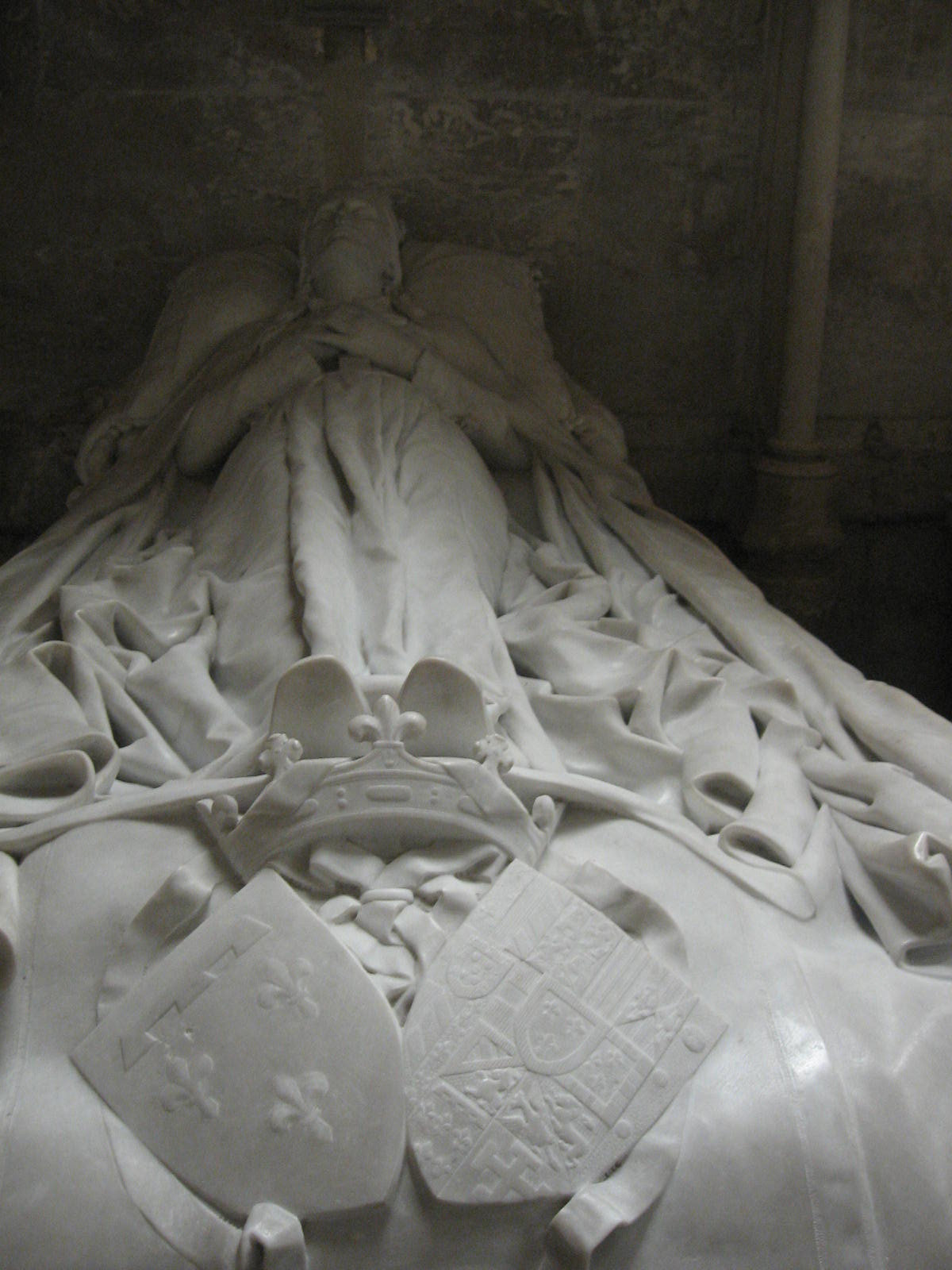
Carolina Augustas gravmonument i Chapelle royale i Dreux.

Maria Carolina Augusta av Bourbon-Bägge Sicilierna, född 26 april 1822 i Wien, död 6 december 1869 i Twickenham, var en fransk prinsessa; gift 1844 i Neapel med den franske prinsen Henri av Orléans, hertig av Aumale.

## Biografi
Maria Carolina var dotter till prins Leopold av Bourbon-Bägge Sicilierna (1790–1851) och ärkehertiginnan Clementine av Österrike. Hon tillbringade sin barndom i Österrike och bosatte sig i Neapel först i tonåren. Som en av få prinsessor i Europa under sin generation mottog hon många äktenskapsanbud, men Henri av Orléans, hertig av Aumale, blev slutligen utvald av hennes far, som hade fått ett gott intryck av honom. På hennes önskan firades bröllopet i Neapel 1844, varefter paret välkomnades med stora festligheter i Paris. De fick en våning i Tuilerierna och slottet Chantilly. 
Maria Carolina beskrevs som vacker, kvick och älskvärd. Henri hade tvingats att gifta sig med henne av sina föräldrar, men paret kom snart att respektera varandra och deras relation beskrivs som god; maken tyckte också att hon var vacker och ska inte ha varit otrogen. Maria Carolina utförde många representationsuppgifter och närvarade vid särskilt baler och teaterföreställningar. Hennes svärmor tyckte om henne, då de kom från samma familj, och Maria Carolina var from och delade hennes konventionella värderingar. Då Henri 1847 utnämndes till guvernör för franska Algeriet, bosatte hon sig med honom där. Paret befann sig fortfarande där under februarirevolutionen 1848 och var därför inte närvarande i Paris vid hennes svärfars abdikation. 
Efter revolutionen 1848 tvingades alla medlemmar genom regeringsbeslut att lämna franskt territorium, och paret reste då från Franska Algeriet till England, där de förenades med resten av den före detta kungafamiljen. Den första tiden fick familjen försörja sig på försäljning av Maria Carolinas smycken, men sedan hon blev vän med drottning Viktoria I av Storbritannien kunde de 1852 flytta till Orleans House i Twickenham. Paret gjorde 1864 en lång resa i Europa. Maria Carolina drabbades vid sitt äldsta barns död 1866 av en svår kris som hon aldrig hämtade sig ifrån. 

## Barn
1. Louis Philippe Marie Léopold d'Orléans, prins de Condé (1845–1866)
2. Henri Léopold Philippe Marie d'Orléans, hertig av Guise (1847–1847)
3. François Paul d'Orléans, hertig av Guise (född och död 1852)
4. François Louis Philippe Marie d'Orléans, hertig av Guise (1854–1872)